# Эмрели, Махир Махир оглы
Махи́р (также Маи́р) Махир оглы Эмрели (азерб. Mahir Mahir oğlu Emreli; род. 1 июля 1997, Тверь), при рождении Махир Анар оглы Мадатов (азерб. Mahir Anar oğlu Mədətov) — азербайджанский футболист, нападающий немецкого «Кайзерслаутерна» и национальной сборной Азербайджана.

## Клубная карьера
Воспитанник ФК «Баку», в составе которого начинал выступления в 2012 году. Выступал как в дублирующем, так и в основном составах клуба.
Дебютировал в Премьер-лиге 27 сентября 2014 года в 7 туре против ФК «Араз-Нахчыван» — вышел на замену на 66 минуте.
15 августа 2017 года в составе агдамского «Карабаха» в матче плей-офф Лиги чемпионов забил свой первый гол в еврокубковых турнирах.
В мая 2024 года в составе загребского «Динамо» досрочно выиграл чемпионат Хорватии.
В начале августа 2024 года Эмрели перешёл в немецкий клуб «Нюрнберг», выступающий во Второй Бундеслиге.

## Сборная

### U-17
В 2012 году провёл 3 матча в составе юношеской сборной Азербайджана до 17 лет в квалификационном раунде чемпионата Европы до 17 лет.
| Дата            | Соперник | Счёт | Минуты | Голы | Турнир                             |
| --------------- | -------- | ---- | ------ | ---- | ---------------------------------- |
| 19 октября 2012 | Испания  | 1:4  | 11     | 0    | Чемпионат Европы 2013, квал. раунд |
| 21 октября 2012 | Польша   | 0:1  | 80     | 0    | Чемпионат Европы 2013, квал. раунд |
| 24 октября 2012 | Болгария | 0:2  | 39     | 0    | Чемпионат Европы 2013, квал. раунд |

## Личная жизнь
Родители продюсер Анар Мадатов и Эльнура Мадатова (урождённая Эмрели), также у него есть сестра Айша. В апреле 2019 года Махир изменил в соцсетях свою фамилию на Эмрели — так он отреагировал на то, что его отец после 23 лет брака, не дожидаясь окончания бракоразводного процесса со своей супругой, обручился с женщиной по имени Самира. В мае 2019 года он официально взял себе девичью фамилию матери, а в качестве отчества — собственное имя.